# Vicky Kalogera
Vassilikí « Vicky » Kalogerá (grec moderne : Βασιλική «Βίκυ» Καλογερά) est une astrophysicienne grecque. Elle est professeure à la Northwestern University et directrice du Centre d'exploration et de recherche interdisciplinaires en astrophysique (CIERA). Elle est un membre important de la collaboration LIGO qui a observé les ondes gravitationnelles en 2015.
Kalogera est l'une des principales théoriciennes de l'étude des ondes gravitationnelles, de l'émission de rayons X à partir de systèmes binaires d'objets compacts et de la fusion des étoiles à neutrons.

## Enfance et éducation
Vicky Kalogera est née en 1975 à Serrès, en Grèce. Elle obtient sa licence de physique en 1992 à l'Université de Thessalonique. Elle fréquente l’université de l’Illinois à Urbana – Champaign, où elle obtient son doctorat en astronomie en 1997. Elle rejoint le Centre d'astrophysique Harvard-Smithsonian en tant que membre postdoctorale de la CfA et elle reçoit une bourse de longue durée en tant que Clay Fellowship en 2000. Elle rejoint la faculté de Northwestern University en 2001 au département de physique et d'astronomie.

## Carrière et recherche
Vicky Kalogera est professeur au centre E.O. Haven de physique et d'astronomie de l' Université Northwestern. Elle est directrice du Centre d'exploration et de recherches interdisciplinaires en astrophysique (CIERA). Ses recherches actuelles couvrent un éventail de sujets en astrophysique théorique, notamment l’étude des ondes gravitationnelles détectées par LIGO, le développement de modèles pour les binaires X, le LSST et la prévision des éléments créateurs de supernovae.

## Récompenses et honneurs
En 2002, Vicky Kalogera remporte le Prix d'astronomie Annie J. Cannon décerné par l'Union américaine d'astronomie, récompensant des recherches exceptionnelles effectuées par des chercheuses postdoctorales.
En 2008, elle reçoit le prix Maria Goeppert-Mayer de l'American Physical Society pour son étude de l'évolution et du destin d'objets binaires compacts.
En 2016, elle reçoit le prix Hans Bethe de l'American Physical Society (APS) pour ses contributions à l'étude du rayonnement des ondes électromagnétiques et gravitationnelles de systèmes binaires d'objets compacts.
En 2018, elle reçoit le prix Dannie Heineman en astrophysique pour ses travaux sur les trous noirs, les étoiles à neutrons et les naines blanches des systèmes astrophysiques.
Vicky Kalogera siège au conseil d'administration du LSST.
Elle a été élue à l'Académie nationale des sciences  des États-Unis en mai 2018.

## Publications
- Liste de publications sur Astrophysics Data System